# Clidemia tenebrosa
Clidemia tenebrosa är en tvåhjärtbladig växtart som beskrevs av Frank Almeda. Clidemia tenebrosa ingår i släktet Clidemia och familjen Melastomataceae.
Artens utbredningsområde är Panamá. Inga underarter finns listade i Catalogue of Life.